# دان وين
دان وين (بالإنجليزية: Dan Wynn)‏ هو مصور أمريكي، ولد في 1920، وتوفي في 1995.